# Октябрьское (Суражский район)
Октя́брьское — село в Суражском районе Брянской области России, входит во Влазовичское сельское поселение.
Экология
В результате аварии на Чернобыльской АЭС 26 апреля 1986 года территория западной части района была загрязнена долгоживущими радионуклидами: плутонием, америцием, строением, цезием.
Согласно Распоряжению Правительства РФ Суражский район:
IV. Зона проживания с льготным социально-экономическим статусом
Влазовичское сельское поселение
с. Октябрьское

## История
Село Октябрьское было основано около 1720 года генеральным судьей Чернышем, как слобода. Первоначальное название деревни — Ляды Кобыльи, позднее деревня стала называться Кобыленка. С середины 18 века ею частично владели Гудовичи, частично — другие владельцы (казачьего населения не имела).
До 1781 года деревня входила в Мглинскую сотню Стародубского полка,
с 1782 года деревня находится в Суражском повете (уезде)
с 1861 года деревня входила в состав Душатинской волости.
в 1858 году Граф В. Гудович переименовал деревню Кобыленка (Кобылянка) в деревню Грахова (позднее Граховка, Графовка).
На 1859 год деревня Грахова (Кобылинка, Кобылянка) при колодцах имела 69 дворов. В деревне проживало 594 человека (мужского пола 300 человек, а женского — 294 человек), согласно:
Списки населенных мест Российской империи, составленные и издаваемые Центральным статистическим комитетом Министерства внутренних дел. - СПб. : изд. Центр. стат. ком. Мин. внутр. дел, 1861-1885.
Вып. 48 : Черниговская губерния : ... по сведениям 1859 года / обраб. Н. Штиглицом ; сост. и изд. Центр. стат. ком. М-ва внутр. дел. - 1866. - LX, 229 с.
В 1896 году деревня имела два названия Кобыленка и Граховка и относилась к Душатинской волости Суражского уезда Черниговской губернии, имела 178 дворов. В деревне проживало 1093 человека (мужского пола 526 человек, а женского — 567 человек).
Число детей 8 — 11 лет в деревне Кобыленка (Граховка) было 117 человек, в деревне Андреевка — 57 человек, в деревне Покровка — 7 человек. Действовали две школы — Кобылинская и Андреевская.
В 1900-х годах в центре селе был построен Успенский храм, в 1943 году (при освобождении села от немецко-фашистских оккупантов) он сильно пострадал. После войны здание храма отремонтировали, там долгие годы (до 1986 года) были клуб и библиотека.
с 1921 в Клинцовском уезде (Душатинская, с 1927 Суражская волость), 
с 1929 в Суражском районе.
В деревне был магазин, он находился в подвальном помещении школы, затем в церковном отделении, потом был построен маленький магазин напротив школы.
7 ноября 1927 года в честь годовщины Октябрьской революции село Графовка Суражской волости Клинцовского уезда переименовано в Октябрьское. В прошлом село называлось Кобыленкой.
с 1919 года до 1954 год являлось центром Октябрьского сельского совета. После революции в селе был организован колхоз «Парижская коммуна». С 1954 до 2005 года село Октябрьское входило в Андреевский сельский совет.

## Население
| 2010 | 2013 |
| ---- | ---- |
| 284  | ↗298 |

594 человека (1859), 1093 человека (1896),1381 человек (1908), 1200 человек (1926).